# Medal Koronacyjny Króla Jerzego VI
Medal Koronacyjny Króla Jerzego VI (ang. King George VI Coronation Medal) – pamiątkowy medal ustanowiony z okazji koronacji króla Jerzego VI w 1937. 
Tradycyjnie aż do 1977 rząd Wielkiej Brytanii decydował o liczbie bitych medali pamiątkowych i rocznicowych, oraz ich przydziale do krajów Korony, gdzie miejscowe władze decydowały za co i komu przyznać dane odznaczenia. Łącznie wybito 90 279 medali tego rodzaju, z czego Australijczykom przyznano 6887 medali, a Kanadyjczykom 10 089.